# Сент-Илер (Алье)
Сент-Иле́р (фр. Saint-Hilaire) — коммуна во Франции, находится в регионе Овернь. Департамент коммуны — Алье. Входит в состав кантона Бурбон-л’Аршамбо. Округ коммуны — Мулен.
Код INSEE коммуны — 03238.

## Население
Население коммуны на 2008 год составляло 524 человека.
| 1962 | 1968 | 1975 | 1982 | 1990 | 1999 | 2008 |
| ---- | ---- | ---- | ---- | ---- | ---- | ---- |
| 796  | 902  | 700  | 650  | 595  | 567  | 524  |

## Экономика
В 2007 году среди 357 человек в трудоспособном возрасте (15—64 лет) 251 были экономически активными, 106 — неактивными (показатель активности — 70,3 %, в 1999 году было 64,1 %). Из 251 активных работали 220 человек (129 мужчин и 91 женщина), безработных было 31 (18 мужчин и 13 женщин). Среди 106 неактивных 18 человек были учениками или студентами, 47 — пенсионерами, 41 были неактивными по другим причинам.